# Авіакатастрофа Су-34 в Нижньогородській області
Надзвуковий винищувач-бомбардувальник Су-34 Військово-повітряних сил РФ розбився  01 липня 2025 року - на території Нижньогородської області в Росії.
Су-34 (за кодифікації НАТО: Fullback — укр. Крайній захисник (футбол)) — радянський/російський всепогодний, двомісний винищувач-бомбардувальник, розроблений в ДКБ Сухого.

Су-34 сконструйований для здійснення точних ракетно-бомбових ударів по наземних цілях противника в оперативній і тактичній глибині, а також для ураження повітряних цілей противника. Може розвивати швидкість до 1,9 тис. км/год на висоті до 14,6 км.

## Перебіг подій:
За інформацією російських телеграм каналів, літак упав у лісі, неподалік селища Велетьма, міського округу Кулебаки. Приблизно за 10 км від військового аеродрому "Саваслейка", на якому розміщено філію 4-го Державного центру підготовки авіаційного персоналу та військових випробувань Міноборони РФ.
Зазначається, що екіпаж із двох пілотів катапультувався, руйнувань і постраждалих на землі немає. Сам літак зруйновано. На місці працюють пожежники.
У Міноборони Росії повідомили, що літак Су-34 розбився в Нижньогородській області під час виконання планового навчально-тренувального польоту. 
"При заході на посадку сталася відмова системи випуску однієї зі стійок шасі. Екіпаж провів кілька спроб з усунення несправності в польоті, проте ситуація не змінилася. За командою керівника польотів, екіпаж вивів літак у безпечну зону і катапультувалися, обидва члени екіпажу живі. Упав літак у безлюдному районі, на землі руйнувань немає".
По інформації кількох джерел, екіпаж (льотчика та штурмана) знайшли, но штурман отримав  важкі поранення і помер.